# Bidau Santana
Bidau Santana ist ein Ortsteil der osttimoresischen Landeshauptstadt Dili und Suco im Verwaltungsamt Cristo Rei (Gemeinde Dili).

## Geographie
Bidau Santana liegt im Westen des Verwaltungsamts Cristo Rei, am Ostende der Bucht von Dili. Nordöstlich liegt der Suco Meti Aut, östlich der Suco Camea und südlich die Sucos Becora und Culu Hun. Westlich, jenseits des Mota Bidau, liegt das Verwaltungsamt Nain Feto, zu dem Bidau Santana bis 2004 gehörte, mit seinen Sucos Bidau Lecidere und Acadiru Hun. Die Grenze zu Becora bildet der Fluss Benamauc, der zusammen mit dem Rio Bemori den Mota Claran bildet und im Westen des Sucos in die Bucht von Dili mündet. Seit der Gebietsreform 2015 hat Bidau Santana eine Fläche von 1,84 km².
Der Suco teilt sich in vier Aldeias. Bidau Mota Claran (Mota Klaran), Manu Mata und Toko Baru im Westen und Sagrada Familia im Osten, die mehr als zwei Drittel der Fläche des Sucos einnimmt. Man unterscheidet zudem die Stadtteile Santana an der Küste und Mota Claran (Mota Klaran) im Südwesten sowie Masau (Masaur, Massau, Massaur) im Zentrum. Im Suco gibt es eine Grundschulen in Masau, die Escola Primaria No. 2 Bidau Masau. Zwei Mariengrotten mit zusätzlichen Anbauten sind auffallend: Die Gruta de Bidau Masau und die Gruta de Bidau Santana. 2019 wurde die Brücke Ponte B. J. Habibie eingeweiht und daneben der Park Jardim B. J. Habibie eröffnet.

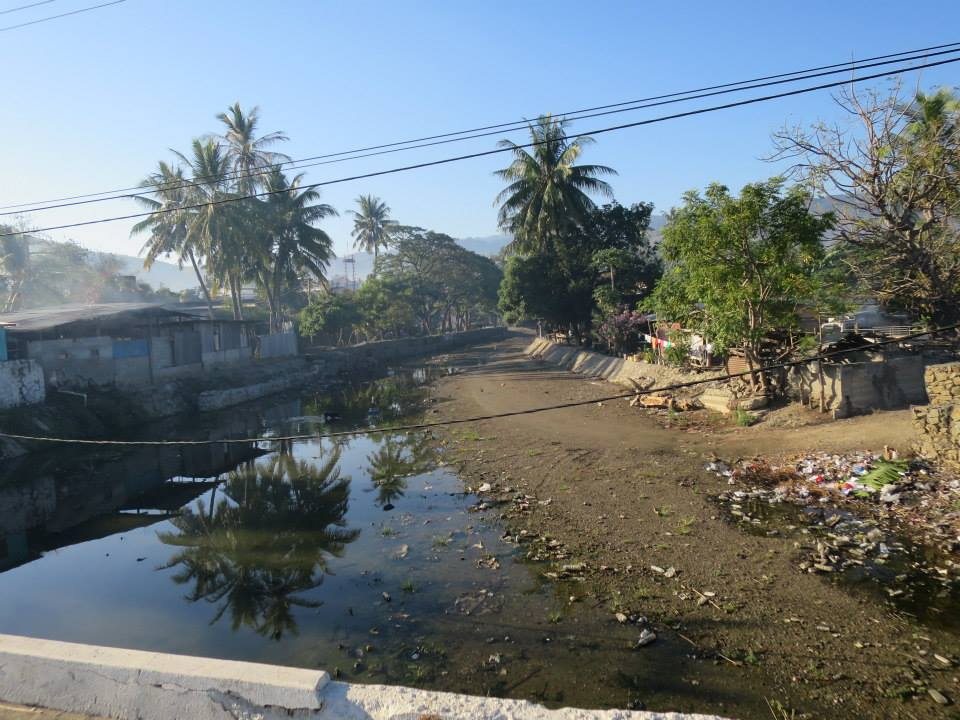
Am Mota Claran
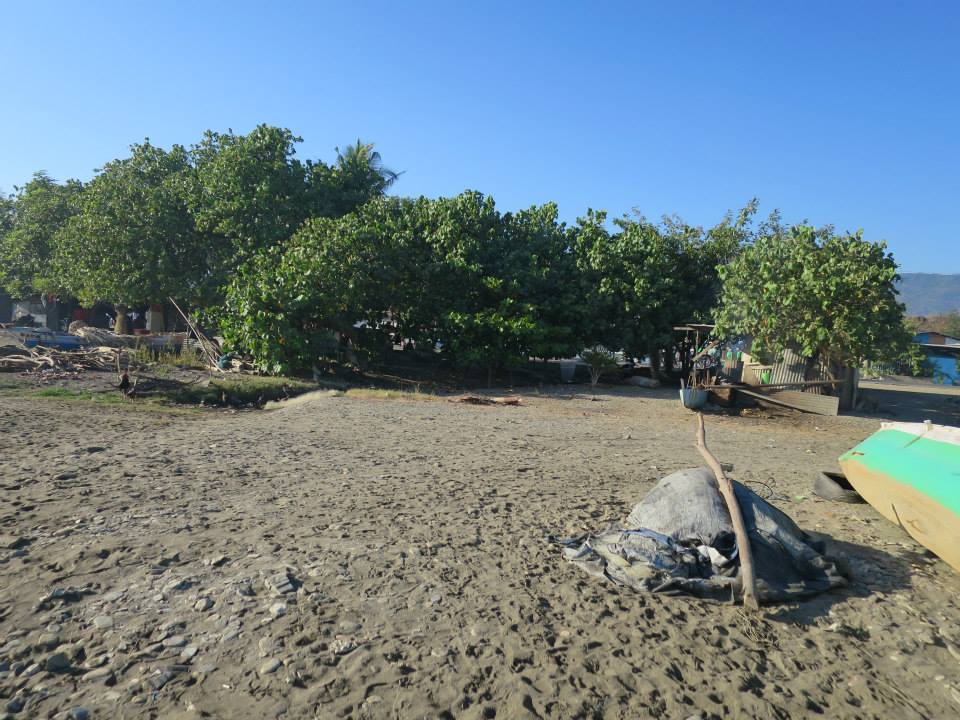
Strand von Santana
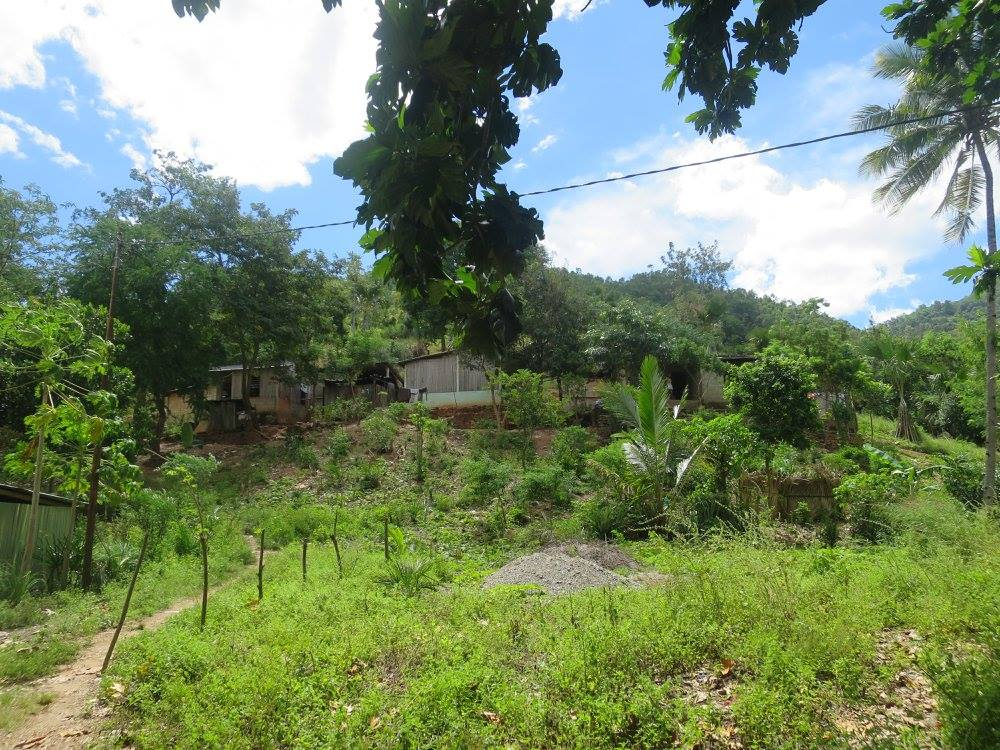
Im Osten von Bidau Santana
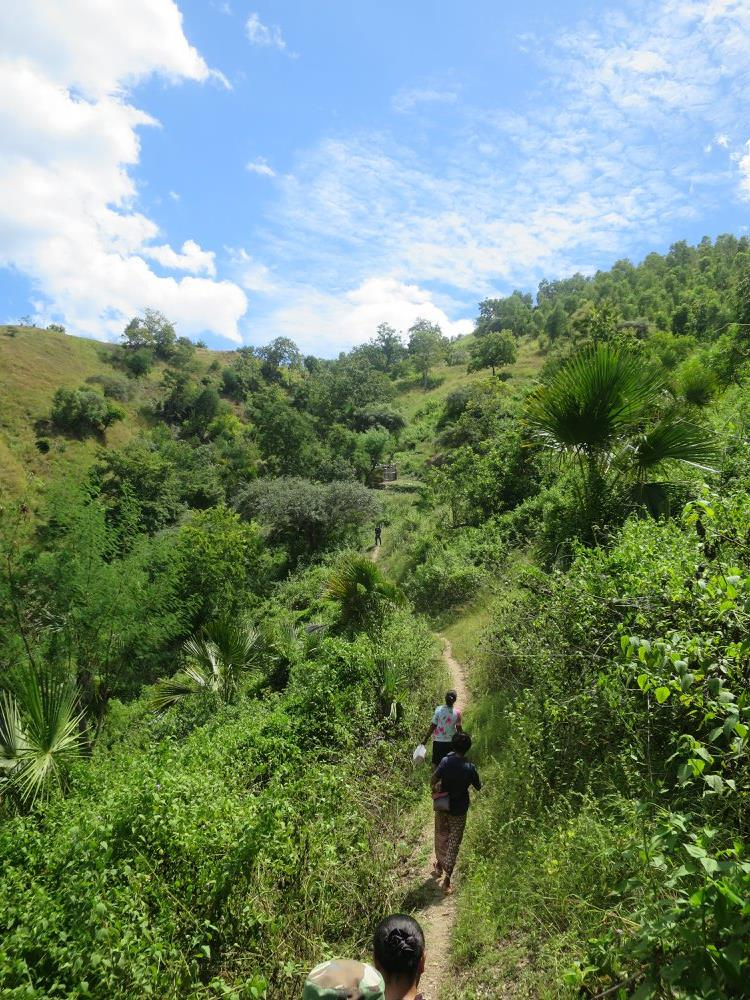
Im Osten von Bidau Santana
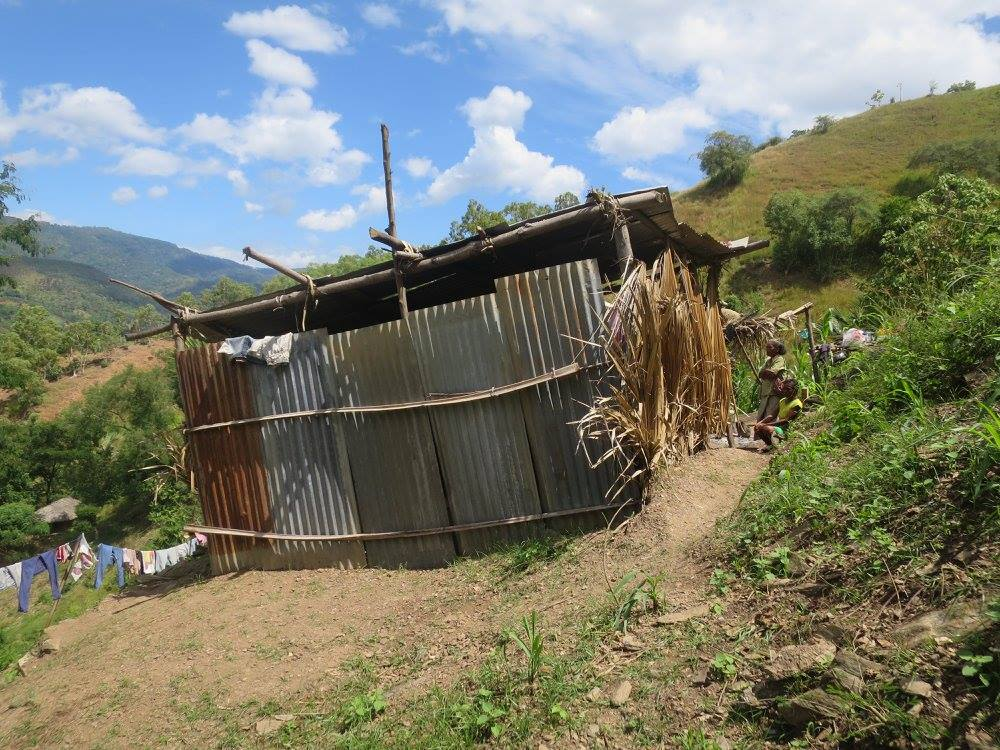
Im Osten von Bidau Santana

## Einwohner
Im Suco leben 8.231 Einwohner (2022), davon sind 4.187 Männer und 4.044 Frauen. Die gesamte Bevölkerung des Sucos wohnt in einer urban klassifizierten Umgebung. Im Suco gibt es 1.347 Haushalte. Fast 94 % der Einwohner geben Tetum Prasa als ihre Muttersprache an. Über 2 % sprechen jeweils Mambai oder Makasae, Minderheiten Kairui, Fataluku, Tetum Terik oder Baikeno.

## Geschichte

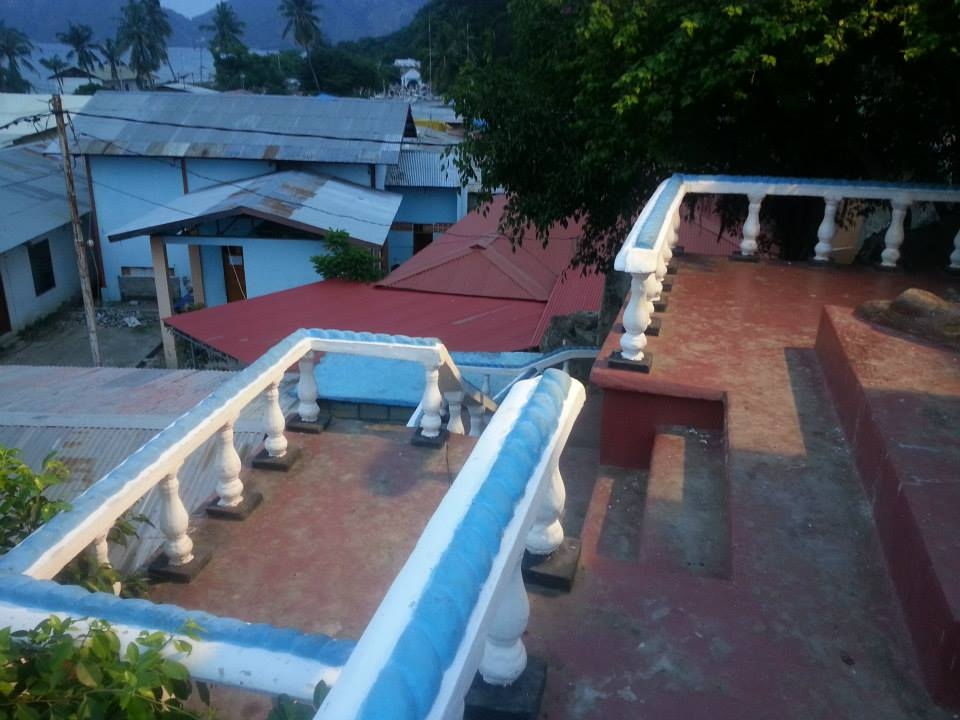
Gruta de Bidau Santana

Im Stadtteil Bidau, der sich heute aufteilt in Bidau Santana und Bidau Lecidere, siedelten sich ursprünglich die Ethnie der Bidau an. Diese Mischbevölkerung aus Portugiesen und Einheimischen aus Larantuka (Flores), Solor und Timor kontrollierten jahrhundertelang weite Teile Westtimors. Bis in die 1960er hinein sprachen sie Português de Bidau, ein kreolisches Portugiesisch. Mit der Zeit wechselten sie immer mehr zum Standard-Portugiesisch.

## Politik
Bei den Wahlen von 2004/2005 wurde Martinho R. Pereira zum Chefe de Suco gewählt. Bei den Wahlen 2009 gewann Francisco de A. Freitas. Ihm folgte 2016 João Paulo Andrade. Er wurde aber außerhalb der regulären Wahlen von Luís Ribeiro Soares Pereira abgelöst.